# Big Falls (Contea di Rusk, Wisconsin)
Big Falls è un comune degli Stati Uniti, situato in Wisconsin, nella Contea di Rusk.